# Marjolein Eijsvogel
Maria Yolanda Caroline Gertrude Eijsvogel (Haarlem, 16 de junio de 1961) es una exjugadora neerlandesa de hockey sobre césped.

## Trayectoria
Eijsvogel tuvo su debut olímpico en Los Ángeles 1984. En el torneo obtuvo la primera medalla de oro para su selección. En los Juegos Olímpicos de Seúl 1988 derrotó a Reino Unido en el partido por el tercer lugar y ganó la medalla de bronce.